# Дурваса
Дурва́са (санскр. दुर्वास — «(с которым) трудно жить», от dur- «плохой», «дурной» и vāsa II «обитание», «жилище», «дом» или «(с) плохой одеждой», от dur- «плохой», «дурной» и vāsa I «одежда») — ведийский мудрец-подвижник, гневный отшельник, хранитель традиционных норм поведения и этикета. Считается, что он был сыном риши Атри и Анасуйи. В «Шри-гуру-чаритре» говорится, что Дурваса был воплощением Шивы. Дурваса является единственным риши, чья пунья возрастает каждый раз, когда он проклинает кого-то. Данные им проклятия разрушили жизнь многим людям, поэтому, куда бы он ни приходил, его принимали с великим почтением.
В «Вишну-пуране» описывается, как Дурваса проклял Шакунталу, не проявившую к нему должного уважения; там же описывается история о том, как он проклял Индру, на время лишив его власти над миром за то, что тот пренебрёг подаренной ему Дурвасой гирляндой. В «Махабхарате» описывается, что Дурваса предрёк смерть Кришне, когда тот, оказывая Дурвасе гостеприимство, забыл вытереть следы пищи с его ног. Там же описывается история о том, как Дурваса наградил угодившую ему Кунти особым даром вызывать к себе любого деву, от которого она бы пожелала иметь сына.

## История Амбариши и Дурвасы
В «Бхагавата-пуране» описывается история Дурвасы и великого вайшнава махараджи Амбариши.
У сына Ману Набхаги был сын Амбариша — очень могущественный и прославленный царь. Хотя Амбариша правил всем миром, он не считал своё богатство вечным, и, осознавая, что все материальные блага ведут к падению и продлевают материальное существование, не был привязан к ним. Все свои чувства и ум он занял служением Кришне. Поскольку Амбариша был императором и обладал несметными богатствами, он поклонялся Кришне с великой пышностью, и, несмотря на своё богатство, не был привязан к жене, детям и царству. Он не стремился даже к освобождению.
Однажды Амбариша поклонялся Кришне во Вриндаване, соблюдая обет экадаши. На следующий день после экадаши Амбариша собрался было прервать пост, но в его дом пожаловал гость — великий йог-мистик Дурваса. Амбариша достойно принял Дурвасу и предложил ему отобедать. Согласившись, Дурваса пошёл к реке Ямуне, чтобы совершить дневное омовение. Там он погрузился в медитацию, и долго не возвращался. Амбариша, видя, что время для прерывания поста экадаши вот-вот истечёт, последовал совету риши Васиштхи и завершил пост, съев листок туласи и выпив немного воды. Дурваса, обладавший мистическими способностями, понял, что произошло, и страшно рассердился. Вернувшись, он стал сурово отчитывать Амбаришу, однако этого ему показалось недостаточно, и тогда из своего волоса он сотворил огромного демона, подобного всепожирающему огню. Тут Вишну, чтобы спасти своего преданного, послал к месту происшествия свой диск, Сударшану-чакру, который уничтожил огненного демона и устремился к оскорбившему Амбаришу Дурвасе. Дурваса попытался скрыться на Брахмалоке, Шивалоке и других высших планетах, но так и не смог защититься от гнева Сударшаны-чакры. В конце концов он добрался до духовного мира Вайкунтхи и припал к стопам Нараяны, который сообщил ему, что не в состоянии простить того, кто оскорбил вайшнава. Прощения за такой грех человек должен просить у самого вайшнава, которого он оскорбил. Поэтому Нараяна посоветовал Дурвасе вернуться к Амбарише и попросить у него прощения, что тот и сделал.
Согласно «Шри-гуру-чаритре», окончание этой истории немного иное:
Когда Дурваса вернулся от реки, он узнал, что Амбариша выпил глоток воды. Дурваса воспринял это как личное оскорбление и впал в ярость. Он проклял Амбаришу таким образом, чтобы тот рождался много раз в низшей касте. Тогда Амбариша начал молиться Вишну, который немедленно появился. Амбариша пал к его стопам и взмолился: «О, Господь, мудрец проклял меня, хотя я невиновен. Ты защитник преданных. Ты должен защитить меня от этой беды». Вишну повернулся к Дурвасе и сказал: «О, Муни, почему ты проклял моего преданного без всякой причины? Слова такого человека, как ты, должны быть правдивы. Таким образом, я сам должен испытать последствия этого проклятия, посланного моему преданному». Дурваса сказал: «О, Господь, твоя забота о своем преданном дала нам возможность непосредственно видеть Тебя. Дай же нам уверенность в том, что Ты посетишь землю десять раз, защитишь праведность и разрушишь порок». Так Ананта Рупа Нараян принял десять воплощений, некоторые из которых известны, некоторые скрыты и секретны. Только Брахма джнани может знать о них. Даттатрея — одно из таких воплощений.